# Gatwick Express

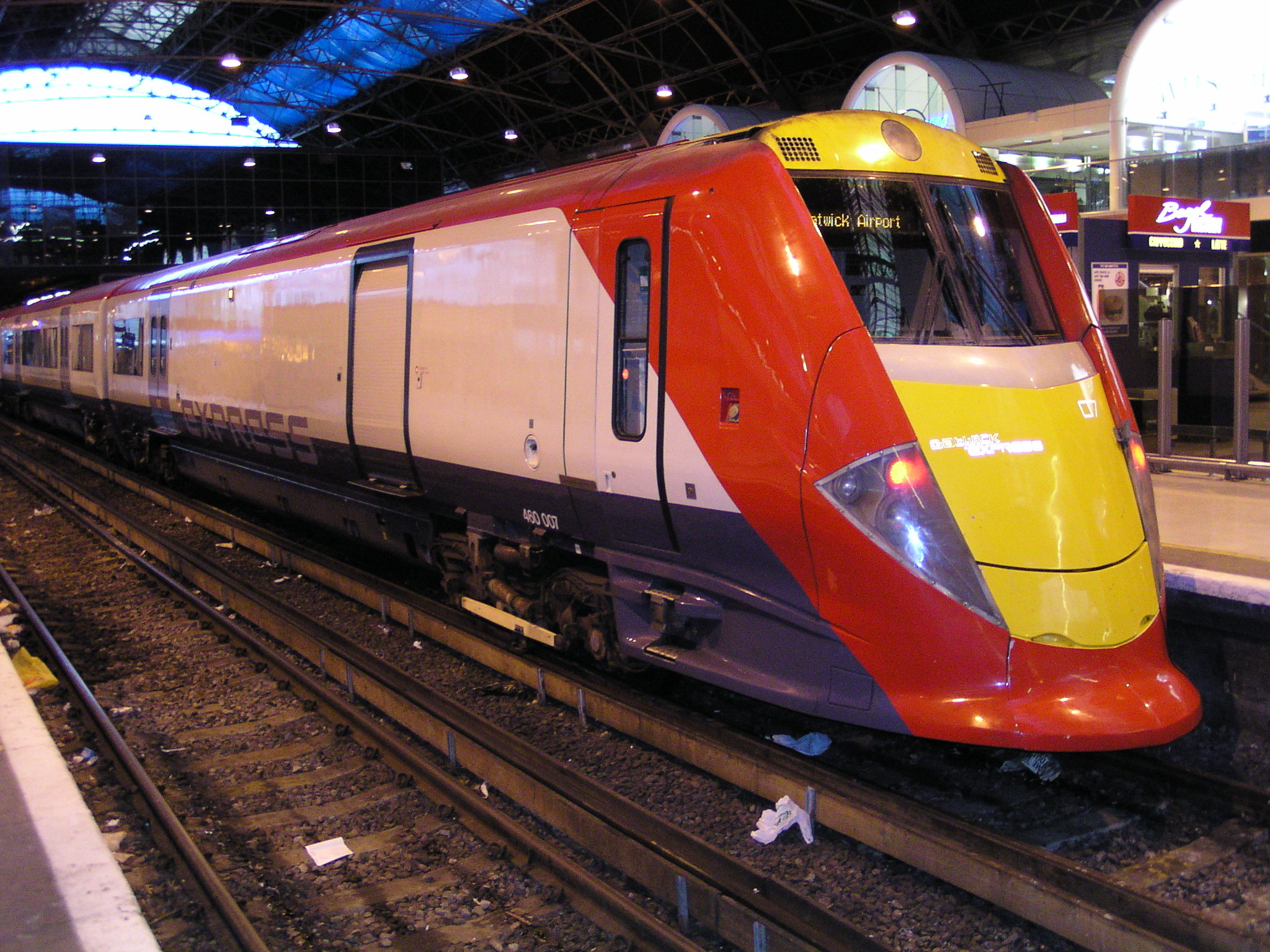
Elektrisch treinstel Class 460 van Gatwick Express

Gatwick Express is een hoogfrequente treinreizigersdienst tussen Victoria Londen, Gatwick Airport, en Brighton in Zuidoost-Engeland. Het is de merknaam die wordt gebruikt door treinexploitatiemaatschappij Govia Thameslink Railway op de Gatwick Express-route van de Thameslink, Southern and Great Northern-franchise.
De dienst begon in mei 1984 met InterCity-rijtuigen met airconditioning, geëxploiteerd door British Rail. Na de privatisering in april 1996 nam National Express de concessie over. In juni 2008 hield Gatwick Express op te bestaan als een afzonderlijke franchise, toen het werd samengevoegd met treinexploitatiemaatschappij Southern, hoewel het nog steeds als een afzonderlijke identiteit wordt gehandhaafd. In juli 2015 ging Southern inclusief de Gatwick Express-dienst op in Govia Thameslink Railway.
Vanaf 30 maart 2020 werden alle Gatwick Express-diensten opgeschort, mede als gevolg van de COVID-19-pandemie.

## Geschiedenis
Het treinstation Gatwick Airport werd in juni 1958 geopend. Aanvankelijk werd de treindienst volledig verzorgd door stopdiensten van Londen naar Brighton, maar met de invoering van de zomerdienstregeling in juni 1958 begonnen meer treinen aan te doen. Een van de belangrijkste elementen hiervan was de uitbreiding van stopdiensten van Three Bridges naar Bognor Regis om te beginnen en te eindigen op London Victoria. Deze treinen zouden via een omkeerbaar perron in Gatwick rijden, waar een deel zou worden losgekoppeld en op het perron op passagiers zou wachten tot de volgende opgaande trein uit Bognor Regis zou worden aangekoppeld en de trein naar Victoria zou vertrekken. Voor deze dienst gebruikte British Rail een kleine partij van zeven Class 402 2HAL's om te kunnen werken met de treinen die werden gebruikt op de Bognor Regis-diensten, geschikt voor gebruik op de luchthavenverbindingen vanwege hun grotere bagageruimte.
Deze situatie duurde tot het begin van de jaren 1970 toen de toename van het passagiers- en bagagevervoer naar het station het oude systeem overbodig maakte. British Rail besloot daarom een aantal Class 423 4VEP's zodanig aan te passen dat ze over meer bagagecapaciteit beschikten (ten koste van minder tweedeklaszitplaatsen) en ze om te dopen tot Class 427 4VEG's. De dienst bleef echter grotendeels dezelfde, met de vast- en loskoppeling van treinstellen aan en van treinen die via Redhill naar Bognor Regis reden. Dit leidde tot iets langere reistijden, waardoor de dienst geen echt doel meer had, aangezien de snellere diensten vanaf het begin van de jaren 1970 de luchthaven Gatwick begonnen aan te doen, en de optie om van Londen naar Gatwick te reizen met de dienst niet aantrekkelijk was voor degenen die beter wisten.
In 1975 besloten British Airports Authority-luchthavendirecteur John Mulkern, British Caledonian Airways-voorzitter Adam Thomson en de Southern Region-regiomanager Bob Reid om zaken van wederzijds belang te bespreken.
Als dochteronderneming hiervan werd de Gatwick Promotion Group opgericht, onder voorzitterschap van de publiciteitsrelatie-manager van de luchthaven David Hurst, om de luchthaven op de markt te brengen. Een van de eerste successen van de groep was het overhalen van de directie van British Rail om het station van Gatwick opnieuw te ontwikkelen door een vlot over de perrons te bouwen, en dit werd in 1980 geopend door de voorzitter van British Rail Peter Parker. Het was een langetermijndoel van de groep om een non-stopdienst tussen de luchthaven en het centrum van Londen te hebben om de vermeende afstand van de hoofdstad tegen te gaan, zowel voor de Britse markt als voor potentiële passagiers op de overzeese bestemmingen.
Aanvankelijk kreeg de dienst vanuit Bognor Regis, die in deze fase alleen stopte op het station East Croydon, de naam Rapid City Link.

### Expresdienst
In mei 1984 begon de non-stopdienst Gatwick Express, waarbij gebruik werd gemaakt van Class 73's met Mark 2-rijtuigen. Ze werden omgebouwd tot Class 488 en Class 489. Er werd geadverteerd met een reistijd van 30 minuten, hoewel sommige ritten dichter bij 35 minuten zouden duren, vooral tijdens de spitsuren.

### Privatisering
Gatwick Express was het eerste deel van British Rail's InterCity-sector dat werd omgevormd tot een afzonderlijke treinexploitatie-eenheid, klaar voor franchising als een particuliere onderneming met de activa overgedragen aan Gatwick Express Limited in maart 1994. De Gatwick Express-franchise werd door de Director of Passenger Rail Franchising toegekend aan National Express met ingang van 28 april 1996.

### Geëxploiteerd door Southern
In april 2007 kondigde het Department for Transport aan dat de Gatwick Express-franchise zou worden opgenomen in de South Central-franchise en dat de diensten zouden worden overgedragen aan Southern op 22 juni 2008.
Op 20 augustus 2008 kondigde het Department for Transport aan dat Abellio, Govia, National Express en Stagecoach op de shortlist waren geplaatst om een bod uit te brengen voor de nieuwe South Central-franchise. Op 9 juni 2009 kondigde het Department for Transport aan dat Govia de franchise had behouden, ingaande op 20 september 2009.

### Uitgebaat door Govia Thameslink Railway
Het Department for Transport bevestigde voorafgaand aan de gunning van de nieuwe franchise dat de Southern franchise bij de afsluiting in juli 2015 zou worden samengevoegd in de voorgestelde Thameslink, Southern and Great Northern-franchise.
In maart 2012 kondigde het Department voor transport aan dat Abellio, FirstGroup, Govia, MTR en Stagecoach op de shortlist waren geplaatst om een bod uit te brengen voor de nieuwe franchise. De aanbesteding had in oktober 2012 moeten worden uitgeschreven, en de succesvolle bieder zou in het voorjaar van 2013 bekend worden gemaakt. Na de mislukking van de herfinanciering van InterCity West Coast kondigde de staatssecretaris voor Vervoer in oktober 2012 aan dat de aanbesteding zou worden opgeschort in afwachting van de resultaten van een herziening.
Toen de laatste franchise op 25 juli 2015 afliep, fuseerde de South Central-franchise met de Thameslink Great Northern-franchise tot Thameslink, Southern and Great Northern. Deze wordt geëxploiteerd door Govia Thameslink Railway, dat ook eigendom is van het moederbedrijf van Southern, Govia. De merkidentiteit van Gatwick Express is gehandhaafd. Oyster cards en contactloos betalen kaarten worden sinds januari 2016 geaccepteerd voor reizen tussen Londen Victoria en Gatwick Airport.

### Opschorting
Op 30 maart 2020 werden alle diensten van Gatwick Express tot nader order opgeschort, onder andere vanwege de COVID-19 pandemie. Sommige van de Class 387/2 treinen van Gatwick Express worden door Southern ingezet op haar East Coastway. In mei 2021 werden negen Class 387/2s overgeplaatst naar Great Northern als vervangers van Class 365s; Zes van deze treinen werden vervolgens verhuurd aan Great Western Railway om in te vallen voor Class 800s.

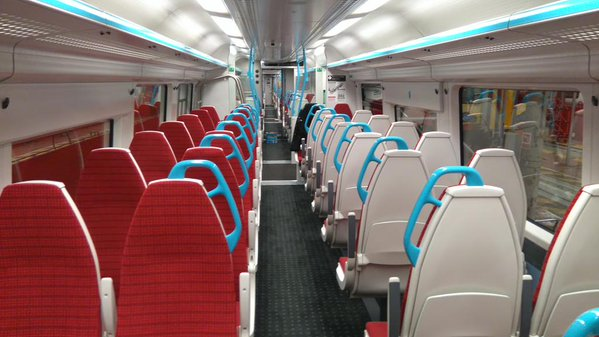

## Diensten
Vlak voor de schorsing in maart 2020 was het standaard servicepatroon op weekdagen en zaterdagen één trein om de 30 minuten. Tijdens de spitsuren op weekdagen reden alle Gatwick Express treinen om de 15 minuten. Op zondag is het dienstenpatroon tussen Londen en de luchthaven ongewijzigd gebleven, maar zijn er geen verlengingen van of naar Brighton.            

### Diensten in het verleden
Vanaf de privatisering tot december 2008 was de dienstregeling één trein om de 15 minuten non-stop.
In april 2007 kondigde het Department for Transport aan dat de Gatwick Express franchise zou opgaan in de South Central franchise. als onderdeel van een plan om de capaciteit op de Brighton Main Line te vergroten. Als gevolg daarvan werden de spitsdiensten vanaf december 2008 uitgebreid met noordwaarts rijdende treinen om de 15 minuten in de ochtendspits en zuidwaarts rijdende treinen naar Brighton om de 15 minuten in de avondspits. Door deze wijziging verdubbelde het aantal sneltreinen van Londen naar Brighton tijdens de spitsperiodes. Het stoppatroon voor de noordwaartse diensten was niet regelmatig maar alle stations kregen minstens één trein per dag, terwijl alle diensten Haywards Heath aandeden; de zuidwaartse diensten waren meer gestructureerd, met alle diensten die Haywards Heath aandeden en halfuurlijkse diensten voor Burgess Hill, Hassocks en Preston Park (geen zuidwaartse treinen deden Wivelsfield aan).
Als onderdeel van de dienstregeling van december 2015 begon Gatwick Express de hele dag Brighton aan te doen (behalve op zondag), met halfuurdiensten in de daluren en 's avonds (terwijl de overige diensten blijven eindigen op Gatwick Airport). In tegenstelling tot de diensten in de spits doen deze diensten geen tussenstations aan tussen Brighton en de luchthaven. Deze diensten vervangen de halfuurlijkse "express"-diensten van Southern (die de luchthaven Gatwick niet aandeden).
In mei 2018 werd het haltepatroon voor piekdiensten gewijzigd: alle aanlopen op de stations Wivelsfield en Preston Park werden ingetrokken, Hassocks wordt nu elke 15 minuten bediend door alle piekdiensten van Gatwick Express, terwijl Burgess Hill en Haywards Heath halfuurlijks worden bediend (door alternatieve diensten) in beide richtingen. Diensten van en naar Preston Park werden echter in mei 2019 hersteld, met halfuurlijkse oproepen door dezelfde treinen die stoppen in Burgess Hill.

### Kaartjesverkoop
Londen - Gatwick is een van de weinige reizen op het Britse National Rail netwerk waarvoor tickets beschikbaar zijn die de reis beperken tot bepaalde merken van de dienst, naast de optie van standaard interlokale tarieven voor onmiddellijke reizen zoals op alle stromen gedeeld door verschillende National Rail operators (hoewel sommige beperkingen van toepassing kunnen zijn op goedkopere tickets). Doorgaande tickets waarvoor de Brighton Main Line deel uitmaakt van een toegestane route zijn geldig op de Gatwick Express-dienst zoals op alle andere Govia Thameslink Railway diensten, met als enige uitzondering sommige tickets van Londen naar stations ten zuiden van Gatwick die als niet Gatwick Express worden gerouteerd.
In het verleden werden op de standaarddiensten van de Gatwick Express geen boetes aangerekend en konden aan boord zonder extra kosten tickets worden gekocht. Voor reizen van of naar stations ten zuiden van Gatwick werden normaal boetetarieven aangerekend. Deze regel gold voor de zes doordeweekse diensten in elke richting die beginnen of eindigen op Brighton.
In december 2011 werden echter elektronische ticketpoortjes geïnstalleerd op Gatwick Airport en Londen Victoria perrons 13 en 14 (waar de Gatwick Express aankomt en vertrekt), wat betekent dat tickets niet langer in de trein kunnen worden gekocht en ofwel vooraf ofwel op het station moeten worden gekocht alvorens in te stappen.

### Prestaties
In mei 2013 bekritiseerde de voorzitter van Gatwick Airport, Roy McNulty, de Gatwick Express-dienst vanwege de overbezetting en het oude rollend materieel. Hij zei dat de treindienst soms "neigt naar derdewereldomstandigheden" en dat het vliegtuigpassagiers die in het Verenigd Koninkrijk aankomen een slechte eerste indruk geeft van het Verenigd Koninkrijk, en riep op tot grote verbeteringen. Southern antwoordde dat het wekelijks zo'n 20.000 extra zitplaatsen in de spits op de lijn Londen-Brighton ter beschikking had gesteld.
In augustus 2018 werden ze door de Advertising Standards Authority (een onafhankelijke reclametoezichthouder) om beweringen over een reistijd van 30 minuten tussen Londen en Gatwick te verwijderen vanwege slechte prestaties op de lijn.

## Rollend materieel

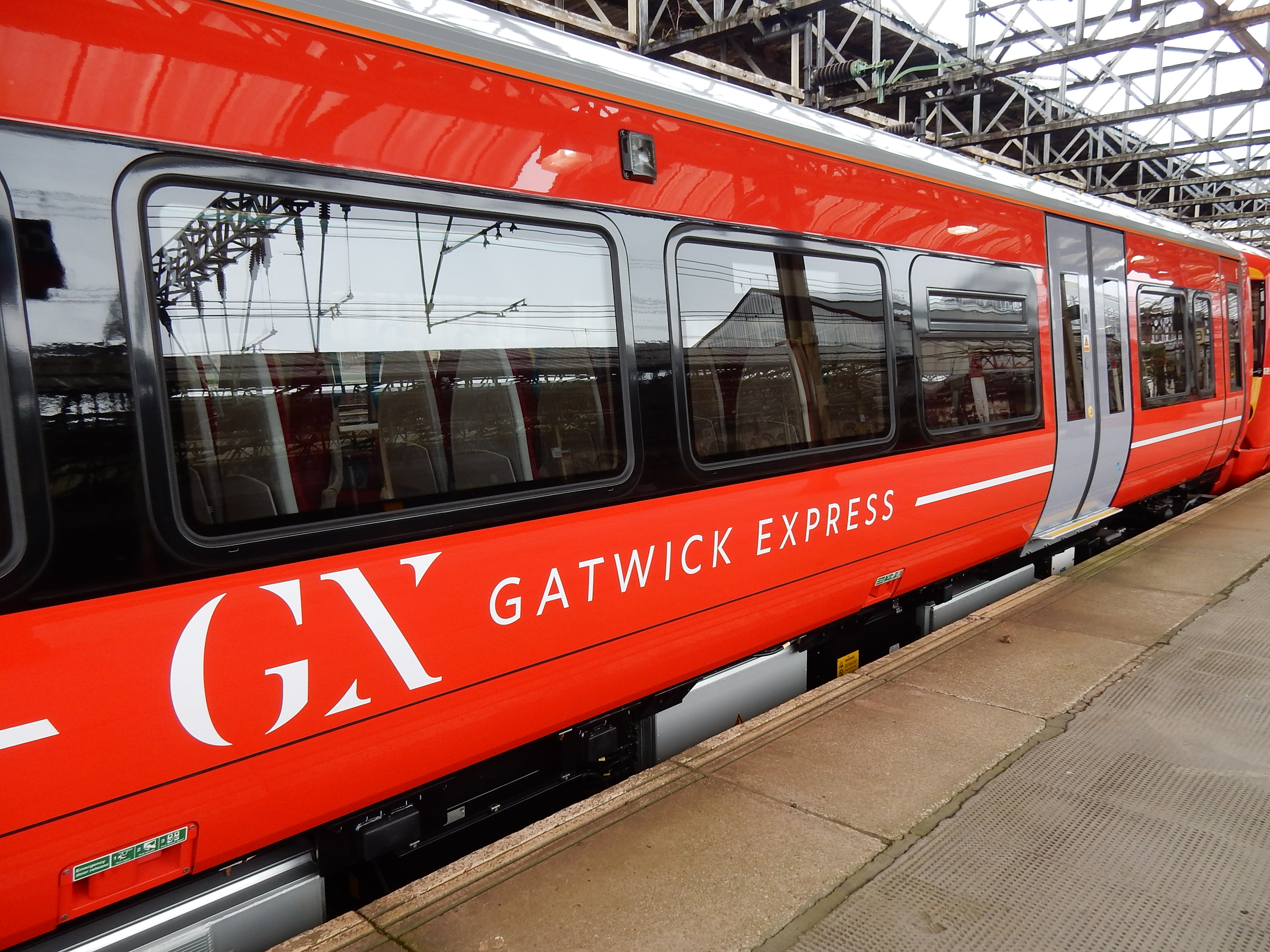
Exterieur van een Class 387 passagiersrijtuig

Govia Thameslink Railway exploiteert een vloot van Gatwick Express die zij in de loop van 2016 heeft ontvangen. GTR plaatste in november 2014 een order van £145,2 miljoen bij Bombardier voor 27 sets van het type ter vervanging van de bestaande Class 442 Wessex Electrics.
Het type onderging tests in juli 2015, en begon in februari 2016 in passagiersdienst te rijden. De nieuwe treinen hebben 12 rijtuigen in vergelijking met 10 voor de Class 442, en beschikken ook over extra bagageruimte, draadloos internet-connectiviteit en updates van passagiersdiensten.
In april 2016 weigerden machinisten van de vakbond ASLEF passagiers op te pikken in de nieuwe treinen van klasse 387. De treinen zijn uitgerust met "Driver-Only Operation" (DOO), wat betekent dat de bestuurder de deuren sluit met behulp van CCTV en beslist dat het veilig is om te vertrekken, in plaats van een bewaker. DOO werd gebruikt op de vorige Class 442 met 10 wagens, maar de vakbond beweerde dat de uitbreiding naar treinen met 12 wagens te veel druk op de bestuurder legt en onveilig is. In reactie hierop ondernam GTR juridische stappen, en de vakbond liet de claim uiteindelijk vallen.
De merkvloot van de Gatwick Express wordt onderhouden in het Lovers Walk Depot met stallingfaciliteiten in het Stewarts Lane depot. Sommige geclassificeerde revisiewerkzaamheden zijn ook ondernomen in Hornsey EMU depot en voormalige loods Hornsey EMU Depot waarbij gebruik wordt gemaakt van de twee-spanningscapaciteit van de eenheid.

### Huidige vloot
| Klasse            | Afbeelding | Type | Topsnelheid | Topsnelheid | Nummer | Gebouwd   |
| Klasse            | Afbeelding | Type | mph         | km/h        | Nummer | Gebouwd   |
| ----------------- | ---------- | ---- | ----------- | ----------- | ------ | --------- |
| 387/2 Electrostar |            | EMU  | 110         | 180         | 27     | 2015–2016 |
| 387/2 Electrostar |            |      |             |             |        |           |

### Vorige vloot
Tot 1984 werd de dienst onderhouden door Class 423 slam-door materieel, gecodeerd 4-VEG (G voor Gatwick).
Vanaf mei 1984 werden de diensten overgenomen door Mark 2F materieel dat was vrijgekomen van Midland Main Line taken, gekoppeld aan een Class 489 Gatwick Luggage Van.
Een franchiseverbintenis van National Express was de vervanging van deze door nieuw materieel, en vanaf januari 1999 werden acht Class 460 Junipers afgeleverd. Wegens betrouwbaarheidsproblemen bleef een deel van het oude materieel tot 2005 in dienst.
Ter vervanging van het laatste oude materieel werden een paar Class 458 Junipers overgebracht van South West Trains om als reserve te worden gebruikt. Zij bleven in hun bestaande kleurstelling maar met Gatwick Express branding. Hun zitplaatsen werden gewijzigd van een 3+2 configuratie met hoge dichtheid naar een 2+2 configuratie, waarbij sommige zitplaatsen werden vervangen door bagagerekken. Deze eenheden kwamen echter nooit in dienst en keerden terug naar South West Trains. De Class 460's werden in september 2012 uit dienst genomen om te worden samengevoegd met de mechanisch vergelijkbare Class 458's die door South West Trains werden gebruikt om meer materieel te kunnen inzetten tijdens piekuren.
De Gatwick Express-dienst kreeg 17 opgeknapte Class 442 Wessex Electrics van South West Trains vanaf december 2008, gevolgd door nog eens zeven via lease in 2009, nadat Southern de South Central-franchise had behouden. Met het extra rollend materieel kon Southern extra capaciteit bieden op de Gatwick Express-diensten die werden uitgebreid naar Brighton. Het materieel werd in 2016 vervangen door nieuw gebouwde Class 387/2's.
| Klasse                      | Afbeelding | Type                      | Nummer | Voertuigen | Gebouwd         | Laatste gebruik | Opmerkingen |
| --------------------------- | ---------- | ------------------------- | ------ | ---------- | --------------- | --------------- | --- |
| 488/2                       |            | Converted MK2 carriages   | 10     | 2          | 1983–1984       | 2005            | |
| 488/3                       | 19         | Converted MK2 carriages   | 3      |            | 1983–1984       | 2005            | |
| 489 (GLV)                   |            | EMU                       | 10     | 1          | 1983–1984       | 2005            | |
| 460 (8GAT) Juniper          |            | EMU                       | 8      | 8          | 1999–2001       | 2012            | Deze treinstellen zijn gemengd met Class 458 units van South West Trains om Class 458/5 samen te stellen. |
| 460 (8GAT) Juniper          |            |                           |        |            |                 |                 | |
| 442 (5WES) Wessex Electrics |            | EMU                       | 16     | 5          | 1988–1989       | 2016            | Overgedragen van South West Trains in ruil voor Class 460 treinstellen om ze te mengen met Class 458s om treinen met 10 rijtuigen samen te stellen. Class 442 treinen zijn mede gebruikt op de diensten op de Southern Brighton Main Line. |
| 442 (5WES) Wessex Electrics |            |                           |        |            |                 |                 | |
| 73                          |            | Electro-diesel locomotive | 1      |            | 1962, 1965–1967 | 2019            | 73202, geschilderd in de Southern huisstijl, gebruikt als Thunderbird (een treinlocomotief die energie geeft in geval van falen). Genaamd "Graham Stenning".                                                                               |